# Ответный удар (фильм, 1956)
«Ответный удар» (англ. Backlash) — американский вестерн 1956 года Джона Стёрджеса, в главных ролях Ричард Уидмарк, Донна Рид и Уильям Кэмпбелл. Фильм спродюсирован и выпущен в прокат Universal Pictures. Был снят Джоном Стёрджесом (с которым Уидмарк в 1958 году снял ещё один вестерн «Закон и Джейк Уэйд») и разворачивается в духе психологического вестерна (поджанр, который дал много фильмов, например — режиссера Энтони Манна, с чьими работами можно сравнить и данный фильм). Этот вестерн представляет собой нетрадиционную историю, написанную Борденом Чейзом, которая иногда переходит в фильм нуар, поскольку яркий состав второстепенных персонажей помогает или мешает главному герою во время раскрытия его центральной тайны. Backlash был снят на натуре в Old Tucson Studios.

## Сюжет
Джим Слейтер встречает Кэрил Ортон в долине Гила, штат Аризона. Она думает, что он ищет золотой тайник, который, как полагают, спрятан где-то в долине. Когда человек с винтовкой начинает стрелять в него, Джим задается вопросом, можно ли ей доверять. После того, как Джим убивает своего врага, он обнаруживает, что убитый был помощником шерифа из Силвер-Сити и отвозить туда тело.
Когда шериф Дж. К. Марсон допрашивает его, Джим признаётся, что ищет человека, ответственного за смерть его отца. Отец Джима и еще четверо мужчин были окружены и убиты апачами. Но Джим считает, что был шестой человек, который сбежал и мог бы пойти за помощью, но вместо этого решил, что он хочет забрать себе всё найденное ими золото. Шериф Марстон рассказывает Джиму, что один из мужчин был братом погибшего помощника и есть ещё два брата, которые захотят отомстить. Когда Джим отказывается покидать город, Марстон предлагает ему отправиться к сержанту Джорджу Лейку в Тусон. Лейк возглавлял отряд, который нашел жертв резни.
Джим следует его совету, но находит Лейка и его людей в осаде на изолированном торговом посту. Лейк говорит Карил, что удалось опознать только три тела. Пока они были там, Карил заявляет о своих правах на золото — её муж был еще одной жертвой долины Гила. Ночью Лейк с Джимом ускользают и угоняют лошадей апачей, позволяя отряду сбежать, однако Лейк был смертельно ранен. Перед смертью он сообщает, что они нашли лошадь с клеймом отряда Карсона в Техасе.
Когда Джим возвращается в Тусон, он сталкивается в отеле с Карил, которую незнакомец заставляет подняться наверх. Карил называет его по имени, после чего незнакомец выхватывает револьвер. Джим убивает его и ранит другого человека, стрелявшего в него, хотя сам получает ранение в плечо. После этого Карил рассказывает, что убитый — Джефф Уэлкер, а выживший — его брат Тони. Джим дает ей пощечину. Она выслеживает его, обрабатывает его рану и предлагает обменяться информацией. Джим целует ее.
Когда пара достигает места назначения, майор Карсон пытается натравить Джима на главаря местных бандитов Боннивелла. Джима не интересует предстоящая война за территорию, хотя он узнает, что Боннивелл прибыл в регион с 60 000 долларов, той же суммой, что и пропавшее золото. Один из стрелков Карсона, одетых в черное, наглый Джонни Кул, сообщает Боннивеллу о планах Карсона.
Боннивелл собирает своих людей в городе и стреляет в шерифа Олсона, когда тот пытается сохранить мир, а сам готовит засаду. Он находит Джима запертым в тюрьме. Он выпускает заключенного, когда узнает, кто он, затем раскрывает, что он и есть отец Джима, которого Джим не видел с детства. Золото было добыто не путем добычи, а путем ограбления. Другие налётчики выгнали Боннивелла, но тот столкнулся с апачами, а затем забрал золото. Разочарованный Джим не хочет иметь ничего общего со своим отцом.
Джонни Кул идет за Джимом, который безоружен. Кул просит Боннивелла дать Джиму пистолет, что тот и делает. Джим выхватывает револьвер и убивает Кула.
Кэрил умоляет Джима немедленно уйти, но тот хочет предупредить Карсона. Когда он пытается сделать предупредительный выстрел, он обнаруживает, что Боннивелл вернул ему незаряженный пистолет. Боннивелл преследует сына с ножом, но Джиму удается вырвать пистолет у одного из бандитов и выстрелить. Потревоженный, Карсон заставляет своих людей окружить город, после чего бандиты паникуют и убегают. Боннивеллу предлагают выйти из укрытия и выхватить пистолет, чтобы посмотреть, кто быстрее — он или Джим Слейтер, но он предательски уже держит пистолет в руке. Люди Карсона подъезжают и убивают его прямо перед тем, как Джим выходит на открытое пространство. Боннивелл, кажется, готов что-то сказать Джиму, но умирает раньше. Джим и Кэрил уходят вместе.

## В ролях
- Ричард Уидмарк в роли Джима Слейтера
- Донна Рид в роли Кэрил Ортон
- Уильям Кэмпбелл в роли Джонни Кула
- Джон Макинтайр в роли Джима Боннивелла
- Бартон Маклейн в роли сержанта Лейка
- Гарри Морган в роли Тони Уэлкера
- Роберт Дж. Уилк в роли Джеффа Уэлкера
- Джек Ламберт в роли Бентона
- Рой Робертс в роли майора Карсона
- Эдвард С. Платт в роли шерифа Марсона
- Роберт Фоулк в роли шерифа Олсона
- Фил Чемберс в роли Доббса
- Грегг Бартон в роли Слипи
- Фред Грэм в роли Неда МакКлауда
- Фрэнк Чейз в роли Кэссиди

## Восприятие
На сайте-агрегаторе Rotten Tomatoes рейтинг фильма составляет 42 % на основании 1 рецензии с оценкой 2,5 из 4 возможных.